# رود رپروآ
رود رپروآ (آبخازی: Аԥрҩа) (به گرجی: რეპრუა) یک رودخانه در ناحیه آبخاز در کشور گرجستان است.